# Provincia de Yacuma
La provincia de Yacuma es una provincia boliviana del departamento del Beni con capital la ciudad de Santa Ana del Yacuma. La provincia tiene una superficie de 34 386 km², y cuenta con una población de 25 992 habitantes (INE 2024), más del 80 % de la población viven en la capital.

## Etimología
La provincia debe su nombre al río Yacuma que la atraviesa de oeste a este. La palabra "Yacuma" deriva del idioma movima y significa "río de peces rojos o palometas".

## Historia
La provincia fue creada por Ley del 22 de octubre de 1894, reconociéndole de hecho como su capital Santa Ana del Yacuma, durante la presidencia de Mariano Baptista. La provincia se llamaba antes Sécure, pasando a llamarse Yacuma con la nueva ley.

## Geografía
Limita al norte con la provincia de Antonio Vaca Díez, al sur con la provincia de Moxos, al este con las provincias de Cercado y Mamoré y al oeste con la provincia del General José Ballivián.
En su territorio se encuentran numerosos cuerpos de agua importantes, como el Lago Rogaguado, el lago Huaytunas, la laguna La Porfía, la laguna Larga y la laguna La Encerrada.

## Estructura
La provincia está dividida en dos municipios:
- Santa Ana del Yacuma: capital y municipio más poblado
- Exaltación

## Demografía
De acuerdo con el censo boliviano de 2024, la población de la provincia de Yacuma es de 25 992 habitantes.
La población de la provincia ha aumentado sólo ligeramente en las últimas tres décadas:
| Año  | Habitantes | Fuente |
| ---- | ---------- | ------ |
| 1992 | 25.068     | Censo  |
| 2001 | 29.048     | Censo  |
| 2012 | 24.801     | Censo  |
| 2024 | 25.992     | Censo  |

La provincia tiene tres grupos étnicos: los movimas, los cayubabas y los chacovos. Los primeros, asentados sobre las riberas de los ríos Yacuma, Apere y Matos; los segundos sobre el Mamoré y el Iruyani y, los últimos sobre el Yata y el Benicito.
Los movimas son altos y de complexión fuerte, poco comunicativos y de ancestro altivos, trabajan en ganadería y tienen habilidad en la fabricación de canoas, ruedas, gavetas, carretones, etc. Las mujeres son esbeltas, tejen esteras de totora y son excelentes alfareras. Los cayubabas, generalmente son bajos y delgados, humildes, músicos por excelencia, agricultores, fabrican el mentado tabaco que lleva su nombre; las mujeres tejen y también son alfareras y en familia son hospitalarios.
Los cayubabas generalmente son bajos y delgados, humildes, músicos por excelencia, agricultores, fabrican el mentado tabaco que lleva su nombre; las mujeres tejen y también son alfareras y en familia son hospitalarios.
Los Chacovos, viven todavía en estado nómada, se dedican a la caza y pesca, sobre la zona ya indicada y tejen ellos mismos su vestimenta, aunque en su mayoría están semidomesticados. Los Movimas y Cayubabas, son gregarios y filológicamente bilingües
| N.º | Municipio            | Censo 1992 | Censo 2001 | Censo 2012 | Censo 2024 | Crecimiento 1992 - 2024 |
| --- | -------------------- | ---------- | ---------- | ---------- | ---------- | ----------------------- |
| 1.º | Santa Ana del Yacuma | 14 788     | 18 654     | 18 439     | 18 102     | +111 %                  |
| 2.º | Exaltación           | 4 210      | 5 569      | 6 362      | 7 890      | +70,1 %                 |

## Economía
La ciudad de Santa Ana del Yacuma, como su capital, es el principal centro económico y financiero de toda la provincia Yacuma, donde las personas que comercializan son las encargadas de la producción y abastecimiento de los productos de primera y segunda necesidad para toda la población. 
Exaltación de la Santa Cruz viene a ser el otro municipio de la provincia, y su localidad ocupa el segundo lugar después de la ciudad de Santa Ana del Yacuma en proceso financiero y económico de la provincia y es netamente rural.